# Баранина

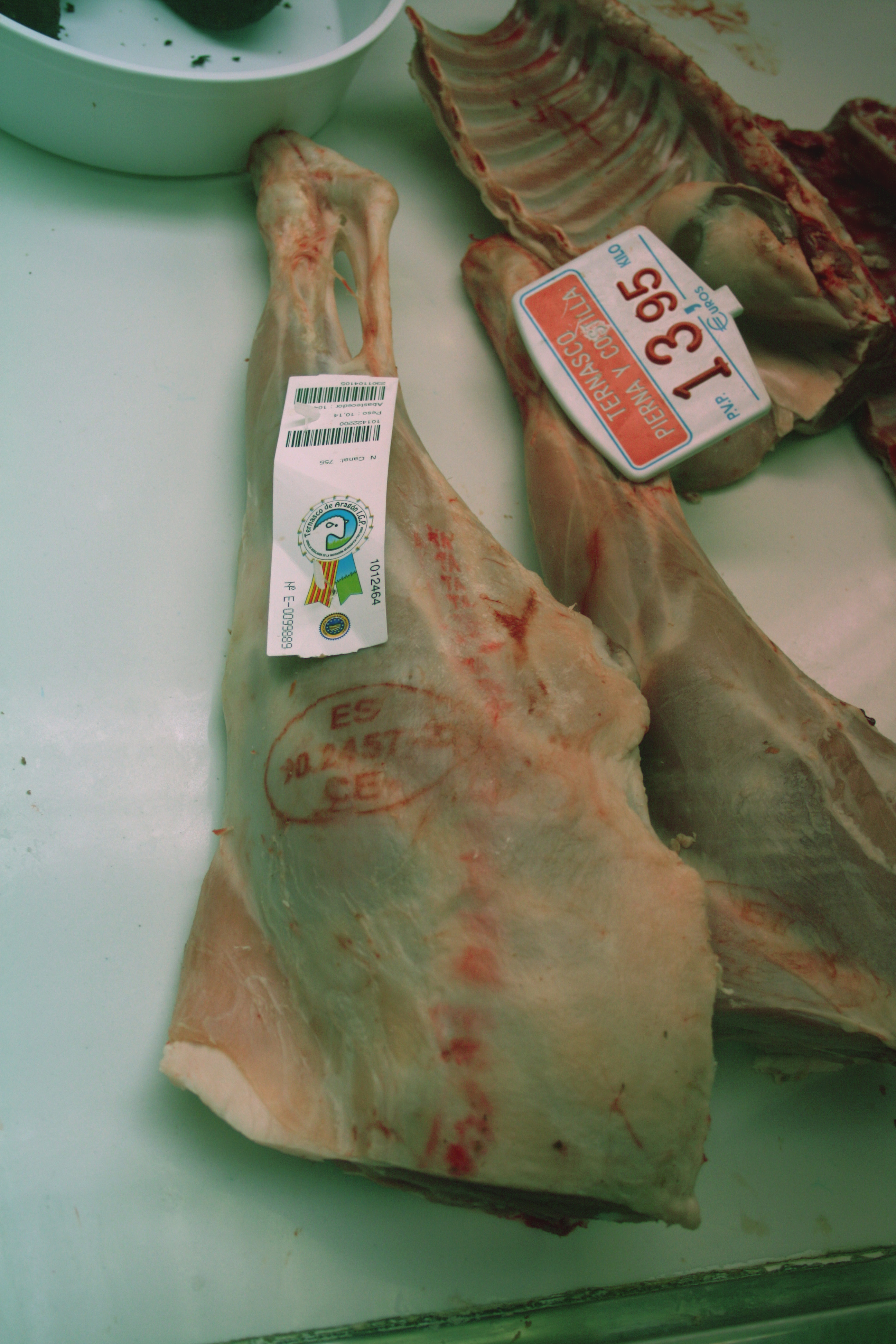
Стегно барана

Бара́нина — м'ясо домашніх баранів (овець) при вживанні в їжу. Важлива частина щоденного раціону кочових, тюркських і монгольських народів Азії. Найціннішим для харчування вважають м'ясо молодих (до 18 місяців) кастрованих баранів. Смачним також є м'ясо добре вгодованих овець не старше 3 років. Воно відрізняється світло-червоним відтінком, жир пружний і білий. У м'яса старих або погано вгодованих овець темно-червоний відтінок, жир жовтий. Це м'ясо жилаве, і тому його найкраще вживати у вигляді фаршу. 
Баранину споживають як самостійну страву у смаженому, вареному, пареному, копченому і солоному вигляді, а також використовують для приготування великого спектру страв, включаючи: супи, наприклад, шурпа, і другі страви — бешбармак, плов, шашлик, кебаб, манти, ковбаси, сосиски тощо.
Смакова і поживна цінність баранини надзвичайно великі. Баранина — цінний дієтичний продукт, за вмістом білка, амінокислот, вітамінів і мінеральних речовин (калій, натрій, кальцій, магній, йод, фосфор, залізо, сірка, цинк) — не поступається яловичині, а вміст холестерину в ній в кілька разів менший, ніж в яловичині й свинині (холестерину в жиру — 29 мг%, тоді як у м'ясі великої рогатої худоби — 75 мг %, свиней — 74 — 126 мг%.), майже вільна від мікобактерії туберкульозу і її дуже рідко заражають збудники паразитарних інвазій. Деякі вчені вважають, що у народів, які харчуються переважно бараниною, менш поширеним є атеросклероз. Лецитин, який міститься в баранині, сприяє профілактиці цукрового діабету, стимулюючи роботу підшлункової залози, і також нормалізує обмін холестерину. Солі калію, натрію і магнію позитивно впливають на роботу серця і судин. Баранина багата залізом (на 30% більше ніж у свинині), необхідним для кровотворення, і йодом, який забезпечує нормальне функціонування щитоподібної залози. У ній також багато фтору, який береже зуби від карієсу. Бульйони з баранини підуть на користь людям, які хворіють на гастрит зі зниженою кислотністю.
У баранині також підвищений вміст вітамінів РР, Е, В1, В2, В12. Вівці виявляють незамінність у здатності перетравлювати грубі корми і корми з високим вмістом клітковини; високі поживні якості молодої баранини, яких забезпечує оптимальне співвідношення білка і жиру (17:17).  
Вживання баранячого м'яса протипоказано хворим на виразкову хворобу шлунка і дванадцятипалої кишки, на гастрит з підвищеною кислотністю, з ураженнями нирок, печінки, жовчного міхура. Через високу жирність баранини у людей із схильністю до ожиріння при зловживанні цим м'ясом можливе досить швидке збільшення ваги тіла.